# Polska Formuła Easter Sezon 1992
1992 – osiemnasty sezon Polskiej Formuły Easter. Był rozgrywany w ramach WSMP jako klasa E1. Składał się z sześciu eliminacji. Mistrzem został Jarosław Podsiadło (Estonia 21).

## Kalendarz wyścigów
| Runda | Data            | Tor    | Pole position       | Najszybsze okrążenie | Zwycięzca (kierowcy) | Zwycięzca (zespoły)           |
| ----- | --------------- | ------ | ------------------- | -------------------- | -------------------- | ----------------------------- |
| 1     | 17 maja         | Poznań | Marek Nowak         | ?                    | Krzysztof Wodziński  | Autoklub Rzemieślnik Warszawa |
| 2     | 20 czerwca      | Kielce | Krzysztof Wodziński | Jacek Szmidt         | Jacek Szmidt         | Automobilklub Toruński        |
| 3     | 12 lipca        | Poznań | Jacek Szmidt        | ?                    | Jarosław Podsiadło   | Automobilklub Kielecki        |
| 4     | 6 września      | Toruń  | Jacek Szmidt        | ?                    | Jarosław Podsiadło   | Automobilklub Kielecki        |
| 5     | 27 września     | Poznań | Jacek Szmidt        | ?                    | Jacek Szmidt         | Automobilklub Toruński        |
| 6     | 10 października | Kielce | Jarosław Podsiadło  | ?                    | Jarosław Podsiadło   | Automobilklub Kielecki        |

## Klasyfikacja kierowców
| Legenda oznaczeń w tabelach wyników Wyświetl szablon na nowej stronie | Legenda oznaczeń w tabelach wyników Wyświetl szablon na nowej stronie                                                                     |
| Oznaczenie                                                            | Wyjaśnienie |
| --------------------------------------------------------------------- | --- |
| Złoty                                                                 | Zwycięzca lub mistrzostwo |
| Srebrny                                                               | 2. miejsce lub wicemistrzostwo |
| Brązowy                                                               | 3. miejsce lub II wicemistrzostwo |
| Zielony                                                               | Ukończył, punktował (w klasyfikacji generalnej, gdy zdobył co najmniej jeden punkt na przestrzeni sezonu, poza trzema powyższymi opcjami) |
| Niebieski                                                             | Ukończył, nie punktował (w klasyfikacji generalnej, gdy nie zdobył co najmniej jednego punktu na przestrzeni sezonu)                      |
| Czerwony                                                              | Nie zakwalifikował się (NZ) |
| Czerwony                                                              | Nie prekwalifikował się (NPK) |
| Różowy                                                                | Nie ukończył (NU) |
| Różowy                                                                | Niesklasyfikowany (NS) (w klasyfikacji generalnej, gdy nie został sklasyfikowany w żadnym wyścigu sezonu)                                 |
| Czarny                                                                | Zdyskwalifikowany (DK) |
| Czarny                                                                | Wykluczony (WYK/EX) |
| Biały                                                                 | Nie wystartował (NW) |
| Biały                                                                 | Kontuzjowany (K/INJ) |
| Biały                                                                 | Wyścig odwołany (OD/C) |
| Bez koloru                                                            | Został wycofany (WYC/WD) |
| Bez koloru                                                            | Nie przybył (NP/DNA) |
| Bez koloru                                                            | Nie brał udziału w treningach (NT/DNP) |
| Bez koloru                                                            | Nie został zgłoszony (–) |
| Pogrubienie                                                           | Start z pole position |
| Kursywa                                                               | Najszybsze okrążenie wyścigu |
| †                                                                     | Nie ukończył, ale jego rezultat został zaliczony ze względu na przejechanie więcej niż 90% dystansu wyścigu.                              |
| *                                                                     | Sezon w trakcie |
| 1/2/3                                                                 | Punktowana pozycja w sprincie kwalifikacyjnym                                                                                             |
| Lista systemów punktacji Formuły 1                                    | |

| Poz. | Kierowca            | Zespół                        | POZ | POZ | KIE | TOR | POZ | KIE | Punkty |
| ---- | ------------------- | ----------------------------- | --- | --- | --- | --- | --- | --- | ------ |
| 1    | Jarosław Podsiadło  | Automobilklub Kielecki        | 4   | -   | 1   | 1   | 3   | 1   | 107    |
| 2    | Jacek Szmidt        | Automobilklub Toruński        | 2   | 1   | 12  | ?   | 1   | NU  | 74     |
| 2    | Robert Gajór        | Rafineria Gdańska             | 3   | 4   | 7   | 2   | 5   | -   | 74     |
| 4    | Tomasz Jeromin      | Automobilklub Świętokrzyski   | ?   | ?   | 5   | ?   | 2   | 2   | 64     |
| 5    | Andrzej Wodziński   | Autoklub Rzemieślnik Warszawa | NU  | 2   | 2   | 4   | NU  | NU  | 55     |
| 6    | Marek Nowak         | Rak Racing                    | ?   | NW  | -   | ?   | 4   | 3   | 54     |
| 7    | Krzysztof Wodziński | Autoklub Rzemieślnik Warszawa | 1   | NU  | NU  | 3   | NU  | NU  | 42     |